# لوچیلا پروتا
لوچیلا پروتا (ایتالیایی: Lucilla Perrotta؛ زادهٔ ۳ ژوئن ۱۹۷۵) بازیکن زن والیبال ساحلی اهل ایتالیا بود. وی در بازی‌های المپیک تابستانی ۲۰۰۰ و ۲۰۰۴ شرکت کرده‌است.